# Morphnus guianensis
L'aquila della Guiana (Morphnus guianensis (Daudin, 1800)) è un uccello rapace diffuso in America Centrale e Meridionale. È l'unica specie del genere Morphnus Dumont, 1816.

## Descrizione
Le dimensioni dell'aquila della Guiana sono di 71–89 cm di lunghezza, un peso di 1.75–3 kg ed una apertura alare di quasi 1,5 m.
Il piumaggio della testa, del collo, del petto e del ventre è di colore bianco, mentre sul dorso è grigio-rossiccio.

## Distribuzione e habitat
La specie è diffusa dal Guatemala al nord-est dell'Argentina.

## Alimentazione
Si ciba prevalentemente di uccelli e mammiferi di piccole dimensioni, comprese scimmie.